# 五十三人
五十三人（波斯語：پنجاه و سه نفر）是指1937年因参与共产主义政治活动而被捕的53名伊朗人。1938年11月，他们接受了巴列维王朝当局的一场审判，这场审判被认为是当时最引人注目的政治审判之一。其中一些人（如塔基·阿拉尼）在狱中去世，剩余人员则于1941年获释，同年底，他们创建伊朗人民党。

## 名单
- 塔基·阿拉尼（英语：Taqi Arani）
- 阿卜杜勒萨马德·坎巴赫什（英语：Abdolsamad Kambakhsh）
- 穆罕默德·巴赫拉米（英语：Mohammad Bahrami）
- 穆罕默德·舒雷沙扬
- 阿里·萨代克普尔
- 穆罕默德·博格拉蒂
- 齐亚·阿拉穆蒂
- 穆罕默德·帕祖赫
- 穆罕默德·法尔贾米
- 阿巴斯·阿塞里
- 纳斯拉特拉·埃扎齐
- 安瓦尔·哈迈伊（英语：Anvar Khamei）
- 诺斯拉特拉·贾汉沙赫卢（英语：Nosratollah Jahanshahlou）
- 埃马德·阿拉穆蒂
- 阿克巴尔·阿什法尔
- 塔基·马基内扎德
- 穆贾塔巴·萨贾迪
- 博佐尔格·阿拉维
- 梅赫迪·拉萨伊
- 伊拉杰·埃斯坎达里（英语：Iraj Eskandari）
- 莫尔塔扎·亚兹迪（英语：Morteza Yazdi）
- 礼萨·拉德马内什（英语：Reza Radmanesh）
- 哈利勒·马莱基（英语：Khalil Maleki）
- 莫尔塔扎·萨贾迪
- 侯赛因·萨贾迪
- 阿克巴尔·尚代尔马尼
- 穆罕默德·戈德雷
- 塔基·沙欣
- 莫尔塔扎·拉扎维
- 赛福拉·萨亚
- 阿林加利·霍克米
- 伊扎托拉·埃提盖奇
- 瓦利·哈贾维
- 拉希姆·阿拉穆蒂
- 沙伊班·扎马尼
- 阿卜杜勒-卡西姆·阿什塔里
- 侯赛因·塔尔比亚特
- 法佐拉·加尔卡尼
- 优素福·索非
- 贾拉勒·奈尼
- 拉杰巴利·纳西米
- 巴赫曼·舒马利
- 梅赫迪·拉莱
- 艾赫桑·塔巴里（英语：Ehsan Tabari）
- 阿巴斯·纳拉吉
- 梅赫迪·达内什瓦尔
- 哈桑·哈比比
- 努拉尔丁·阿拉穆蒂（英语：Nuraldin Alamutti）
- 礼萨·易卜拉欣扎德
- 哈利勒·恩格拉布
- 费雷敦·马努
- 阿娜·土库曼
- 拉齐·哈基姆-阿拉希
- 穆罕默德·易卜拉欣·穆加达姆
- 艾哈迈德·穆罕默德-普尔·尼克宾